# Максимкіна Ада Михайлівна
Ада Михайлівна Максимкіна (1940, тепер Латвія) — радянська діячка, новатор виробництва, регулювальниця радіоапаратури радіозаводу імені Попова Ризького виробничого об'єднання «Радіотехніка» Латвійської РСР. Член Центральної Ревізійної Комісії КПРС у 1986—1990 роках. Член ЦК Комуністичної партії Латвії у 1986—1990 роках.

## Життєпис
Закінчила середню школу.
У 1957—1973 роках — монтажниця Ризького радіозаводу імені Попова; контролер-приймальник Ризького заводу текстильного обладнання; монтажниця, завідувач архіву, інспектор відділу кадрів Ризького радіозаводу імені Попова Латвійської РСР.
Член КПРС з 1968 року.
У 1973—1988 роках — регулювальниця радіоапаратури радіозаводу імені Попова Ризького виробничого об'єднання «Радіотехніка» Латвійської РСР.
З 1988 року — регулювальниця радіоелектронної апаратури і приладів дослідного заводу функціональної мікроелектроніки Ризького виробничого об'єднання «Радіотехніка» Латвійської РСР.
Потім — на пенсії.

## Нагороди і звання
- орден «Знак Пошани»
- орден Трудової Слави III ступеня
- медалі